# Усть-Киндирла
Усть-Киндирла (хак. Киндірліг пилтірі) — аал в Бейском районе Республики Хакасия, входит Табатский сельский совет. Название происходит от реки Киндирла впадающей в реку Табат, на берегу которого и расположен населённый пункт.
Крупных предприятий нет, имеется начальная школа, дом культуры.
Население - 253 чел. (2010) в основном хакасы.
Одна из улиц названа в честь Героя Советского Союза Михаила Ивановича Чебодаева, на его доме установлена мемориальная доска.
Также в Усть-Киндирле родился хакасский писатель и поэт М. Н. Чебодаев.

## Население
| 2002 | 2010 |
| ---- | ---- |
| 362  | ↘253 |